# Épisodes des Cœurs brûlés
Cet article présente le guide des épisodes du feuilleton télévisé Les Cœurs brûlés.

## Épisode 1
- France :

## Épisode 2
- France :

## Épisode 3
- France :

## Épisode 4
- France :

## Épisode 5
- France :

## Épisode 6
- France :

## Épisode 7
- France :

## Épisode 8
- France :